# DSCR4
DSCR4 (англ. Down syndrome critical region 4) – білок, який кодується однойменним геном, розташованим у людей на довгому плечі 21-ї хромосоми. Довжина поліпептидного ланцюга білка становить 118 амінокислот, а молекулярна маса — 12 955.
| 10         |  | 20         |  | 30         |  | 40         |  | 50         |
| ---------- |  | ---------- |  | ---------- |  | ---------- |  | ---------- |
| MSLIILTRDD |  | EPRIFTPDSD |  | AASPALHSTS |  | PLPDPASASP |  | LHREEKILPK |
| VCNIVSCLSF |  | SLPASPTDSG |  | LASPTIITRE |  | GQQFWAKCLI |  | WKYQLYLHGL |
| HKKSDGRRDK |  | QISASPST   |  |            |  |            |  |            |

A: Аланін

C: Цистеїн

D: Аспарагінова кислота

E: Глутамінова кислота

F: Фенілаланін

G: Гліцин

H: Гістидин

I: Ізолейцин

K: Лізин

L: Лейцин

M: Метіонін

N: Аспарагін

P: Пролін

Q: Глутамін

R: Аргінін

S: Серин

T: Треонін

V: Валін

W: Триптофан